# Kalkbräken
Kalkbräken (Gymnocarpium robertianum) är en växtart i familjen ormbunksväxter.